# Sena Irie
Pour les articles homonymes, voir Irie.
Sena Irie (入江 聖奈) est une boxeuse amateure japonaise née le 9 octobre 2000 à Yonago. Elle remporte le titre olympique en poids plumes à Tokyo en 2021.
Après des études à l’Université des sciences sportives Nippon (Nippon Sport Science University (en)), elle est admise pour un master à l'Université d'agriculture et de technologie de Tokyo (2023). Elle fait des recherches sur les batraciens.

## Carrière
Le 3 août 2021, elle est médaillée d'or dans la catégorie des poids plumes (-57 kg) en battant la Philippine Nesthy Petecio en remportant les trois rounds. Elle remporte la première médaille du Japon en boxe féminine,.